# Sinfonía n.º 4 (Schubert)

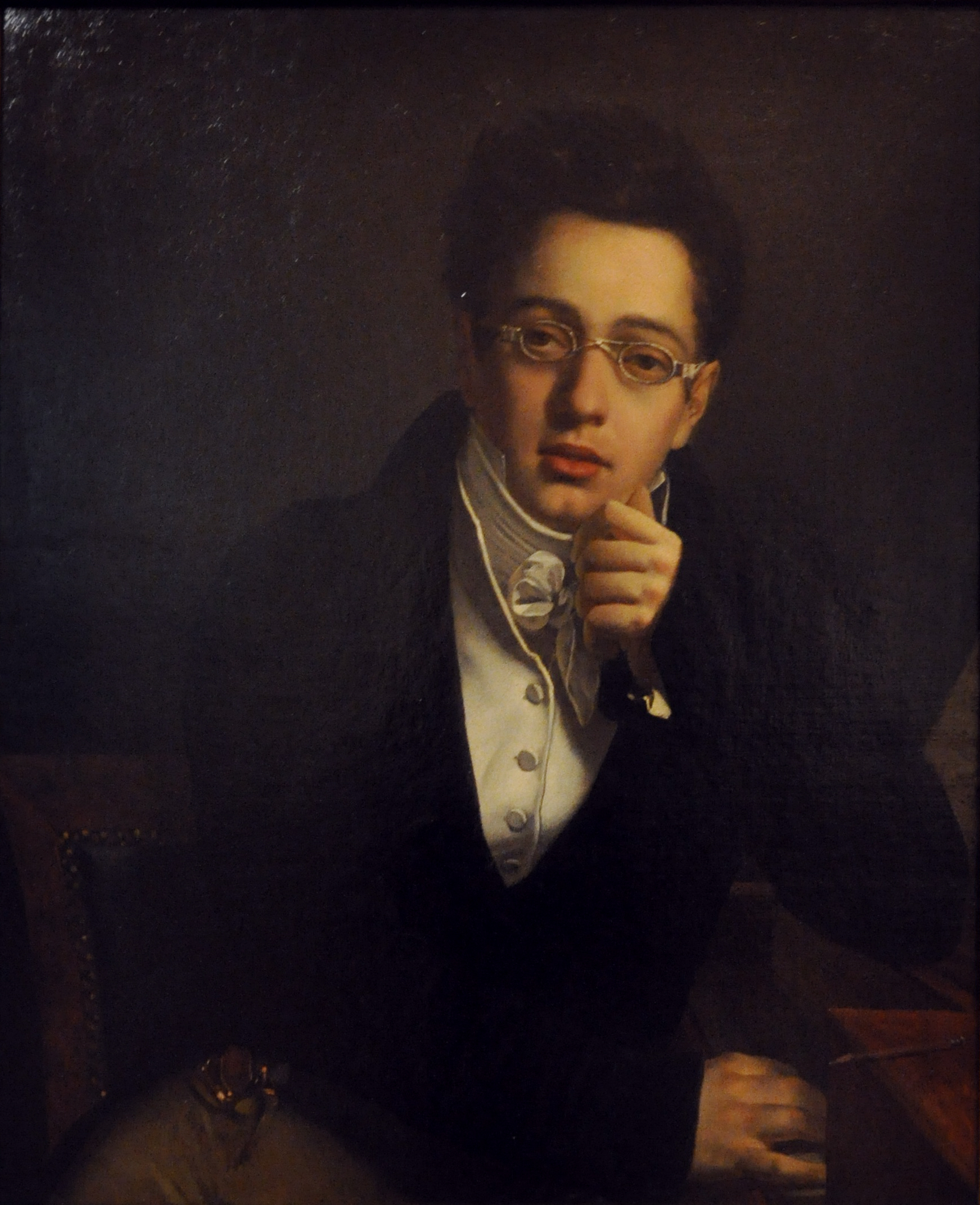
Schubert hacia 1814, retratado por Josef Abel.

La Sinfonía n.º 4 en do menor, D. 417, también conocida como "Trágica" o en alemán "Tragische Sinfonie", fue compuesta por Franz Schubert en abril de 1816.

## Historia

### Composición
La composición de esta obra se desarrolló durante la primavera de 1816, cuando el compositor tenía 19 años de edad. Fue compuesta después de su Sinfonía n.º 3. Su apodo, dado por el mismo compositor, tiene relación con la atmósfera de la obra, en contraste con las tres precedentes. Se trata de la primera del autor compuesta en modo menor, y la única, salvo su Sinfonía Inacabada, que está en si menor.
En sus primeras obras orquestales el joven Schubert estaba más influenciado por la música de Haydn y Mozart que por las sinfonías de Beethoven (que por aquel entonces estaba alcanzando su apogeo). Y esta sinfonía no es una excepción. A pesar de las frecuentes comparaciones entre esta obra y la famosa sinfonía de Beethoven en el mismo tono, es difícil pensar en otra obra sinfónica de la década de 1810 que ignore más completamente las contribuciones especiales de Beethoven a la escritura orquestal dramática. La Trágica es la obra de un maestro de escuela adolescente cuya deuda con los maestros vieneses del siglo anterior era quizá mayor de lo que él mismo pensaba. El hecho de que esta obra itinerante sea tan apasionante y eficaz por derecho propio es un testimonio de las extraordinarias dotes inventivas de Schubert, dotes que encontraron una voz con o sin la ayuda de la innovación estructural y formal.

### Estreno y publicación
El estreno se celebró en Leipzig el 19 de noviembre de 1849, es decir, veinte años después de la muerte del compositor. En 1874 se estrenó el Andante en un arreglo hecho por Albert Dietrich.
Como las seis sinfonías tempranas escritas antes de la Sinfonía Inacabada de 1822 no fue publicada en vida de Schubert. La primera publicación de esta obra no llegó hasta 1884 como parte de la Alten Gesamtausgabe (Edición Completa Antigua) de todas las sinfonías de Schubert editada por Johannes Brahms por la editorial Breitkopf & Härtel. Sólo después de que apareciera en la primera edición de las obras completas de Schubert en 1884 se convirtió en objeto de amplia atención.

## Instrumentación
La partitura está escrita para una orquesta formada por:
- Viento madera: 2 flautas, 2 oboes, 2 clarinetes, 2 fagotes.
- Viento metal: 4 trompas, 2 trompetas.
- Percusión: timbales.
- Cuerda: una sección de cuerdas con violines I y II, violas, violonchelos y contrabajos.

## Estructura y análisis
La sinfonía consta de cuatro movimientos:
- I. Adagio molto 3
4 – Allegro vivace, en do menor 4
4
- II. Andante, en la bemol mayor 2
4
- III. Menuetto. Allegretto vivace, en mi bemol mayor 3
4
- IV. Allegro, en do menor 2
2

La interpretación de esta obra dura aproximadamente 30 minutos. 

### I.Adagio molto – Allegro vivace
El primer movimiento, Adagio molto – Allegro vivace, está escrito en la tonalidad de do menor, en compás de 3/4 que luego pasa a 4/4. Sigue la forma sonata-allegro. Se abre con una introducción lenta, que tiene como referente La representación del caos, al inicio del oratorio La creación de Haydn. Se inicia con un desnudo comienzo de octava fortissimo y su casi dolorosamente lento diálogo de búsqueda entre las voces superiores e inferiores. No obstante, la resbaladiza secuencia descendente que nos lleva, para nuestra sorpresa y deleite, a una armonía de sol bemol mayor antes de que hayan transcurrido diez compases es totalmente característica de Schubert. El Allegro vivace nos lleva más allá de todos los hitos habituales de la sonata-allegro, pero de nuevo se expresan en una voz que es enteramente de Schubert. El tema principal parece más propulsivo y frenético que cualquier cosa que Haydn pudiera haber escrito, e incluso Mozart no podría haber escrito un cierre en do mayor más animado.

### II.Andante
El segundo movimiento, Andante, está en la bemol mayor y en compás de 2/4. Su estructura responde a la forma ABABA, que sería una de las favoritas en la mayoría de los movimientos sinfónicos de Schubert. La melodía inicial del encantador Andante, como muchos de los tesoros orquestales más suaves de Schubert, podría haber sido concebida fácilmente para cuarteto de cuerdas. Un pasaje de considerable furia se interrumpe dos veces, pero cada vez es absorbido de nuevo por una amorosa repetición de la melodía inicial.

### III.Menuetto. Allegretto vivace
El tercer movimiento, Menuetto. Allegretto vivace, está en mi bemol mayor y el compás es 3/4. El Scherzo es famoso por su idea cromática principal. Las tonalidades de los dos movimientos centrales, la bemol mayor y mi bemol mayor, hacen claras referencias a las tonalidades en las que aparece el segundo tema del primer movimiento (la bemol en la exposición, mi bemol en la recapitulación).

### IV.Allegro
El cuarto y último movimiento, Allegro, retoma la tonalidad inicial y el compás es alla breve. El Finale comienza con una introducción de cuatro compases que parece disolverse ante nuestros ojos (u oídos). Después de haber servido inicialmente de fondo al inquieto tema principal, las corcheas empiezan a tomar la forma que sostendrá el segundo tema, concebido al principio como un dúo para los primeros violines y el clarinete. Toda la recapitulación se transforma en do mayor y, al final, las octavas de do con las que arrancó el movimiento inicial vuelven para afirmar el final feliz.